# Steinkeller (Patriziergeschlecht)
Steinkeller ist der Name eines erloschenen Patrizier- und Adelsgeschlechts im Fürstentum Breslau.
Es bestand keine Verwandtschaft mit den mecklenburgisch-pommerschen Adelsgeschlecht derer von Steinkeller.

## Geschichte
Die Steinkeller (historisch auch: Steynkelir) wurden gemäß Sinapius schon im Jahr 1311 in Breslau zu den Patriciis gerechnet und der Schlesischen Ritterschaft einverleibt.
Das Geschlecht saß mit neun Mitgliedern von 1331 bis 1467 im Rat. Einer davon stand als Ratspräses an der Spitze der Stadt. 
Die Steinkeller waren bereits 1404 in Schollwitz im späteren Kreis Bolkenhain begütert. Kunze Steinkeller war zwischen 1423 und 1425 Kanzler des Fürstentum Breslau. Georg Steinkeller war Bürger und Ratsherr in Breslau. 1460 wurde ihm das oberste Gericht über das Gut Neudorf verliehen. 1472 wurde er vor den Rat zitiert, da er beschuldigt wurde, sich eine Schraube und einen Stempel angefertigt zu haben, mit welchen er falsche Gulden hergestellt haben soll. George von Steinkeller war im 16. Jahrhundert Besitzer von Wilxen im späteren Landkreis Neumarkt.
Die Familie ist im Mannesstamm im  16. Jahrhundert erloschen.

## Wappen
Im Schild ein schrägrechter Balken, in welchem sich fünf Steinkellergewölbe befinden. Dieses Wappen fand sich auf einem Siegel des Lorenz Steinkeller zu Breslau im Jahre 1435.